# Can Viladomiu
Can Viladomiu és un edifici del municipi de Vilassar de Mar (Maresme) que forma part de l'Inventari del Patrimoni Arquitectònic de Catalunya. És obra de l'arquitecte Josep Maria Ribas i Casas.

## Descripció
És un edifici civil situat a la façana marítima del nucli urbà. Presenta un pati frontal tancat per una reixa de ferro. És una construcció de marcat accent classicista, de planta baixa i dos pisos, amb altres construccions adossades als murs laterals. Destaca especialment l'entrada principal amb tres columnes que suporten una balconada superior, les finestres del pis coronades per frontons semicirculars purament ornamentals, que descansen sobre mènsules, i la galeria superior formada per set arcs de mig punt suportats per columnetes. És interessant la combinació del maó vist amb el mur llis arrebossat, així com la cornisa.

## Història
L'arquitecte Josep Maria Ribas i Casas bastí aquesta casa de dos cossos a finals de la dècada dels anys 1920 per a la família de fabricants Viladomiu. Per a fer-ho s'aterraren dues antigues cases de cos de mitjan segle xviii.
A l'antiga casa número 9 hi vivia un sabater que tenia per motiu ‘el Moro’, de nom Jeroni Ros i Llenas que hi morí l'any 1922 als 52 anys.